# Щупаков, Олег Григорьевич
Олег Григорьевич Щупаков (11 января 1938) — советский футболист, нападающий, защитник.
В 1956 году играл за команду КФК «Спартак» Белая Церковь. В 1957—1958 выступал в классе «Б» за «Колхозник» Полтава. 1959 год начал в ЦСКА МО, затем перешёл в СКА Одесса, где играл до 1963 года. С 1964 года — в «Черноморце» Одесса, в 1965 перешёл в «Звезду» Кировоград. Выступал за «Автомобилист» Одесса (1966), «Старт» Дзержинск (1967).
Полуфиналист Кубка СССР 1959/60.
Работал тренером детско-юношеских школ Одессы. Среди воспитанников — Андрей Телесненко.
Младший брат Леонид также футболист.